# Каликино (Рыбинский район)
В Ярославской области есть ещё семь населённых пунктов с таким названием.
Кали́кино — деревня в Михайловском сельском округе Волжского сельского поселения Рыбинского района Ярославской области .
Деревня расположена в окружении заболоченных лесов в южной части поселения на расстоянии около 500 м к западу от автомобильной дороги, идущей от центра сельского округа Михайловского на Александрову Пустынь, между деревнями Семенники (около 1 км на север, в сторону Михайловского) и Мелехово (около 1 км на юго-восток, в сторону Александровой пустыни). С севера и с юга от деревни протекают небольшие ручьи — истоки речки Самороковки, правого притока реки Черёмухи. Просёлочная дорога через Каликино ведёт в юго-западном направлении от южной окраины Семенников на деревню Сараево .
На 1 января 2007 года в деревне числилось 2 постоянных жителя. Почтовое отделение, расположенное в деревне Семенники, обслуживает в Каликино 9 домов .